# GIS Day

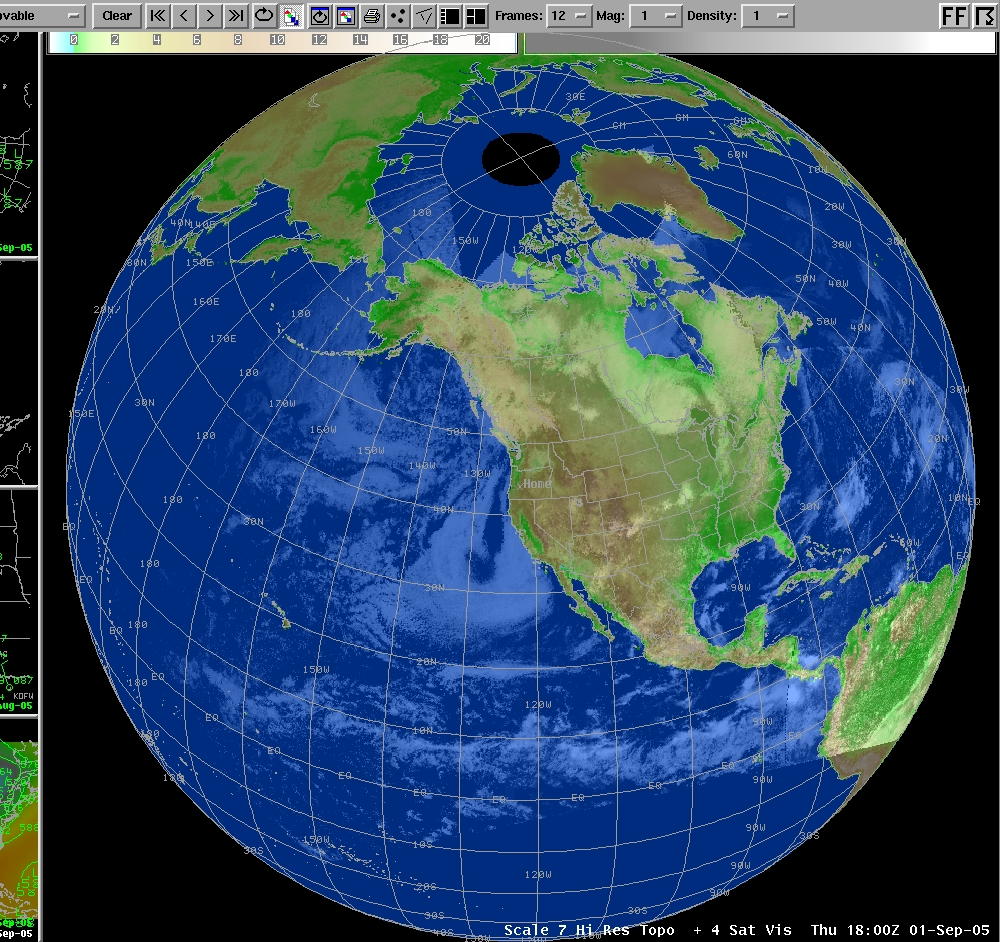

O dia dos Sistemas de Informação Geográfica – GIS Day -, é um evento internacional, celebrado na semana da Geografia, iniciativa da National Geographic Society, com o propósito de alertar para importância que a geografia desempenha nas nossas vidas, promovendo o aprofundamento desta disciplina nas escolas, comunidades e organizações.
É comemorado na terceira quarta-feira do mês de Novembro. Em 2011 será comemorado no dia 16 de Novembro.
Em Portugal o primeiro registo de comemorações do GISDAY deu-se no ano de 2003, numa autarquia da região centro, organizado pelo Gabinete Técnico Local de Anadia, no Concelho de Anadia. Acção promovida pela técnica superior em SIG daquele serviço, Eng.ª Lisbeth Christina. A partir daí, muitas outras instituições de ensino e governo local tem organizado anualmente o evento. 